# 2-й Волконский переулок
Второ́й Волко́нский переу́лок — улица в центре Москвы в Тверском районе между Делегатской и Самотёчной улицами.

## Происхождение названия
Названия 1-го и 2-го Волконских переулков возникли в XVIII веке по фамилии домовладельца князя Волконского. 2-й переулок назывался также Гужевским — по фамилии проживавшего здесь в начале XIX века купца Гужевского.

## Описание
2-й Волконский переулок начинается от Делегатской улицы и проходит на восток параллельно 1-му Волконскому до Самотёчной улицы.

## Примечательные здания
По нечётной стороне:
- № 3 — доходный дом, возведён по проекту архитектора Николая Ивановича Жерихова в 1907 г. для крестьянина из села Мордыш Владимирской губернии Матвея Страхова.

По чётной стороне:
- № 8А — дом Гужевских — Поспелова, XVIII в.
- № 12 — Архремстрой.

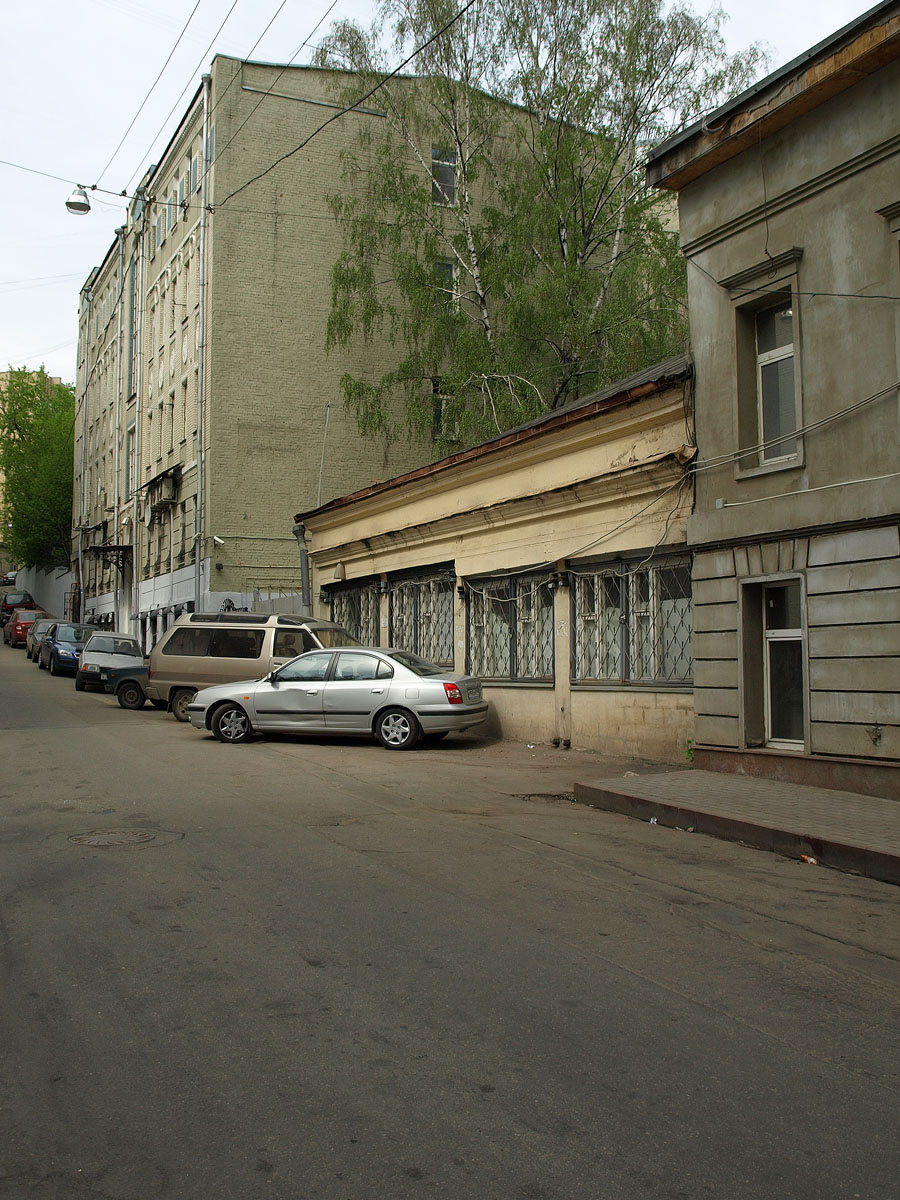
№ 5
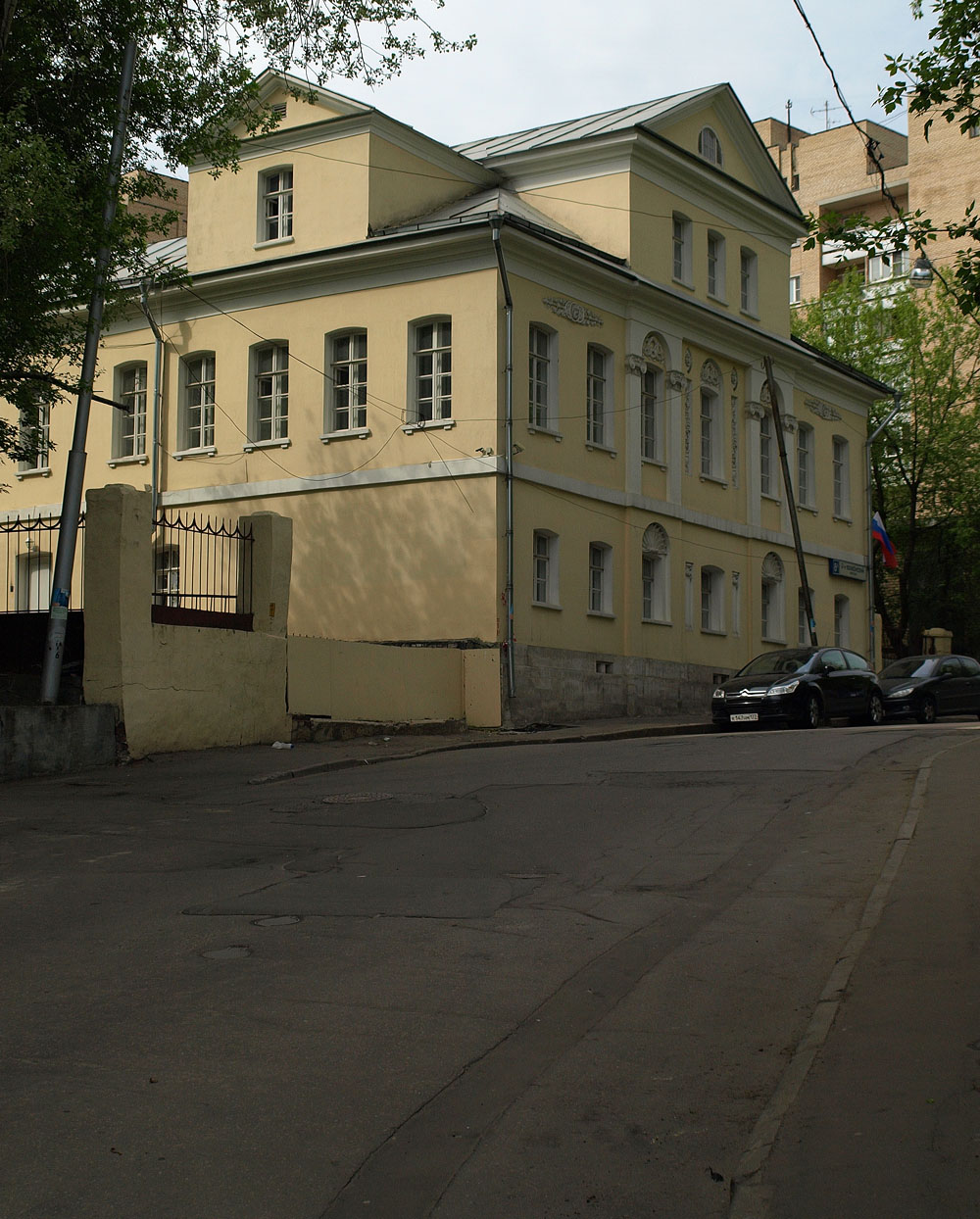
№ 8А